# Armamar
Armamar é uma vila portuguesa localizada na sub-região do Douro (NUT III), pertencendo à região do Norte (NUT II) e ao Distrito de Viseu.
É sede do Município de Armamar que tem uma área total de 117,24 km2, 5.678 habitantes em 2021 e, por isso, uma densidade populacional de 48 habitantes por km2, subdividido em 14 freguesias. O município é limitado a norte pelo município do Peso da Régua, a nordeste por Sabrosa, a leste por Tabuaço, a sudeste por Moimenta da Beira, a sudoeste por Tarouca e a oeste por Lamego.

## Freguesias

Freguesias do município de Armamar.

O município de Armamar está dividido em 14 freguesias:
- Aldeias
- Arícera e Goujoim
- Armamar
- Cimbres
- Folgosa
- Fontelo
- Queimada
- Queimadela
- Santa Cruz, anteriormente Santa Cruz de Lumiares
- São Cosmado
- São Martinho das Chãs
- São Romão e Santiago
- Vacalar
- Vila Seca e Santo Adrião

## Economia
Em Armamar predomina o setor primário onde se destacam as empresas ligadas à fruticultura e vitivinicultura.
Nas freguesias a Norte pontuam as vinhas do vale do Douro. Aqui se situam algumas das mais importantes quintas durienses onde se produzem vinhos do Douro e Porto de excelência, vendidos em Portugal e exportados para todo o mundo. A sul, nas freguesias viradas para o planalto beirão, estendem-se os pomares de macieiras que fazem de Armamar a Capital da Maçã de Montanha. Em cotas de altitude que vão dos 500 aos 700 metros produzem-se anualmente mais de 80 mil toneladas deste fruto.
Para além do vinho e da maçã, em Armamar produzem-se também com qualidade castanha e a cereja, esta com cada vez maior expressão.
No setor secundário, as indústrias que existem estão ligadas ao setor vinícola com unidades de produção e engarrafamento de vinhos, ao setor da fruticultura com unidades de armazenamento, conservação e embalagem de frutas e ao setor agroalimentar com a indústria transformadora de carnes (suíno e caprino).

## Património
- Igreja de São Miguel (Armamar) ou Igreja Matriz de Armamar

## Geminações
A vila de Armamar é geminada com a seguinte cidade:
- Loures, Distrito de Lisboa, Portugal

## Evolução da população do município
★ Os Recenseamentos Gerais da população portuguesa tiveram lugar a partir de 1864, regendo-se pelas orientações do Congresso Internacional de Estatística de Bruxelas de 1853. Encontram-se disponíveis para consulta no site do Instituto Nacional de Estatística (INE). 
(Obs.: Número de habitantes "residentes", ou seja, que tinham a residência oficial neste município à data em que os censos  se realizaram.)	
| Número de habitantes por grupo etário | Número de habitantes por grupo etário | Número de habitantes por grupo etário | Número de habitantes por grupo etário | Número de habitantes por grupo etário | Número de habitantes por grupo etário | Número de habitantes por grupo etário | Número de habitantes por grupo etário | Número de habitantes por grupo etário | Número de habitantes por grupo etário | Número de habitantes por grupo etário | Número de habitantes por grupo etário | Número de habitantes por grupo etário | Número de habitantes por grupo etário |
| ------------------------------------- | ------------------------------------- | ------------------------------------- | ------------------------------------- | ------------------------------------- | ------------------------------------- | ------------------------------------- | ------------------------------------- | ------------------------------------- | ------------------------------------- | ------------------------------------- | ------------------------------------- | ------------------------------------- | ------------------------------------- |
|                                       | 1900                                  | 1911                                  | 1920                                  | 1930                                  | 1940                                  | 1950                                  | 1960                                  | 1970                                  | 1981                                  | 1991                                  | 2001                                  | 2011                                  | 2021                                  |
| 0-14 Anos                             | 4 171                                 | 4 034                                 | 3 387                                 | 3 932                                 | 4 388                                 | 4 386                                 | 4 109                                 | 3 535                                 | 2 782                                 | 1 824                                 | 1 188                                 | 829                                   | 547                                   |
| 15-24 Anos                            | 2 194                                 | 2 021                                 | 1 995                                 | 2 012                                 | 1 991                                 | 2 459                                 | 1 899                                 | 1 405                                 | 1 658                                 | 1 611                                 | 1 093                                 | 701                                   | 538                                   |
| 25-64 Anos                            | 5 006                                 | 4 467                                 | 4 326                                 | 4 552                                 | 4 910                                 | 5 365                                 | 5 088                                 | 4 105                                 | 3 683                                 | 3 790                                 | 3 624                                 | 3 171                                 | 2 846                                 |
| = ou > 65 Anos                        | 736                                   | 744                                   | 678                                   | 795                                   | 772                                   | 940                                   | 1 063                                 | 1 155                                 | 1 303                                 | 1 452                                 | 1 587                                 | 1 596                                 | 1 747                                 |

(Obs: De 1900 a 1950 os dados referem-se à população "de facto", ou seja, que estava presente no município à data em que os censos se realizaram. Daí que se registem algumas diferenças relativamente à designada população residente)

## Política

### Eleições autárquicas[7]
| Data | %       | V       | %       | V       | %            | V            | %     | V   | %              | V  | %              | V      | %              | V     | %              | V       | %   | V   | Participação |                |
| Data | PPD/PSD | PPD/PSD | CDS-PP  | CDS-PP  | FEPU/APU/CDU | FEPU/APU/CDU | AD    | AD  | PS             | PS | UDP/BE         | UDP/BE | OCMLP          | OCMLP | PSD/CDS        | PSD/CDS | GCE | GCE | Participação |                |
| ---- | ------- | ------- | ------- | ------- | ------------ | ------------ | ----- | --- | -------------- | -- | -------------- | ------ | -------------- | ----- | -------------- | ------- | --- | --- | ------------ | -------------- |
| Data | 1976    | 61,72   | 4       | 24,70   | 1            | 7,66         | -     |     |                |    |                |        |                |       |                |         |     |     |              | 61,89 / 100,00 |
| 1979 | AD      | AD      | AD      | AD      | 5,41         | -            | 73,74 | 4   | 16,36          | 1  | 2,06           | -      | 70,14 / 100,00 |       |                |         |     |     |              |                |
| 1982 | 35,78   | 2       | 44,02   | 3       | 3,86         | -            |       |     | 7,55           | -  | 1,99           | -      | 1,00           | -     | 69,89 / 100,00 |         |     |     |              |                |
| 1985 | 54,33   | 3       | 36,21   | 2       | 5,10         | -            |       |     |                |    |                |        | 65,35 / 100,00 |       |                |         |     |     |              |                |
| 1989 | 47,16   | 3       | 27,11   | 1       | 4,04         | -            | 17,82 | 1   | 70,87 / 100,00 |    |                |        |                |       |                |         |     |     |              |                |
| 1993 | 59,30   | 4       | 18,98   | 1       | 8,04         | -            | 9,25  | -   | 67,76 / 100,00 |    |                |        |                |       |                |         |     |     |              |                |
| 1997 | 70,63   | 4       | 4,55    | -       | 5,40         | -            | 15,74 | 1   | 67,79 / 100,00 |    |                |        |                |       |                |         |     |     |              |                |
| 2001 | 65,59   | 4       | 16,46   | 1       | 3,84         | -            | 10,61 | -   | 68,89 / 100,00 |    |                |        |                |       |                |         |     |     |              |                |
| 2005 | 68,85   | 5       | 7,35    | -       | 6,06         | -            | 13,32 | -   | 67,52 / 100,00 |    |                |        |                |       |                |         |     |     |              |                |
| 2009 | 60,96   | 4       | 7,60    | -       | 11,36        | -            | 16,52 | 1   | 66,84 / 100,00 |    |                |        |                |       |                |         |     |     |              |                |
| 2013 | 56,97   | 4       | 20,94   | 1       | 5,26         | -            | 11,37 | -   | 1,70           | -  | 66,95 / 100,00 |        |                |       |                |         |     |     |              |                |
| 2017 | 54,73   | 3       | 20,53   | 1       | 5,47         | -            | 15,01 | 1   |                |    | 67,89 / 100,00 |        |                |       |                |         |     |     |              |                |
| 2021 | CDS-PP  | CDS-PP  | PPD/PSD | PPD/PSD | 8,22         | -            | (a)   | (a) | 56,93          | 3  | 29,70          | 2      | 66,31 / 100,00 |       |                |         |     |     |              |                |

(a) O PS apoiou a lista independente "Pela nossa terra" nas eleições de 2021.

### Eleições legislativas
| Data | %     | %     | %     | %    | %     | %     | %        | %     | %    | %     | %    | %   | %       | % | %  | %  |
| Data | PSD   | CDS   | PS    | PCP  | UDP   | AD    | APU/ CDU | FRS   | PRD  | PSN   | BE   | PAN | PSD CDS | L | CH | IL |
| ---- | ----- | ----- | ----- | ---- | ----- | ----- | -------- | ----- | ---- | ----- | ---- | --- | ------- | - | -- | -- |
| 1976 | 35,94 | 30,98 | 19,18 | 1,66 | 1,02  |       |          |       |      |       |      |     |         |   |    |    |
| 1979 | AD    | AD    | 16,53 | APU  | 2,43  | 65,50 | 5,44     |       |      |       |      |     |         |   |    |    |
| 1980 | AD    | AD    | FRS   | APU  | 1,31  | 71,11 | 5,18     | 15,18 |      |       |      |     |         |   |    |    |
| 1983 | 37,29 | 22,12 | 24,64 | APU  | 1,05  |       | 5,68     |       |      |       |      |     |         |   |    |    |
| 1985 | 39,73 | 16,86 | 12,80 | APU  | 1,47  | 7,18  | 13,75    |       |      |       |      |     |         |   |    |    |
| 1987 | 72,19 | 5,13  | 10,39 | CDU  | 0,92  | 4,48  | 1,13     |       |      |       |      |     |         |   |    |    |
| 1991 | 70,48 | 6,09  | 14,98 | CDU  |       | 3,05  | 0,34     | 1,59  |      |       |      |     |         |   |    |    |
| 1995 | 49,98 | 11,92 | 29,26 | CDU  | 0,58  | 3,72  |          | 0,35  |      |       |      |     |         |   |    |    |
| 1999 | 56,12 | 9,11  | 27,69 | CDU  |       | 2,41  | 0,32     | 0,76  |      |       |      |     |         |   |    |    |
| 2002 | 59,70 | 13,44 | 21,54 | CDU  | 1,67  |       | 0,52     |       |      |       |      |     |         |   |    |    |
| 2005 | 46,80 | 9,01  | 32,14 | CDU  | 4,02  | 2,41  |          |       |      |       |      |     |         |   |    |    |
| 2009 | 39,15 | 15,83 | 28,22 | CDU  | 6,32  | 4,69  |          |       |      |       |      |     |         |   |    |    |
| 2011 | 53,11 | 12,77 | 21,63 | CDU  | 4,96  | 1,93  | 0,39     |       |      |       |      |     |         |   |    |    |
| 2015 | CDS   | PSD   | 22,77 | CDU  | 5,88  | 7,33  | 0,62     | 55,58 | 0,19 |       |      |     |         |   |    |    |
| 2019 | 36,55 | 11,44 | 30,35 | CDU  | 4,13  | 6,82  | 1,45     |       | 0,28 | 0,48  | 0,45 |     |         |   |    |    |
| 2022 | 41,52 | 3,24  | 35,80 | CDU  | 2,71  | 2,20  | 0,70     | 0,53  | 7,28 | 2,57  |      |     |         |   |    |    |
| 2024 | AD    | AD    | 22,46 | CDU  | 40,49 | 2,99  | 2,01     | 0,66  | 1,01 | 21,25 | 2,53 |     |         |   |    |    |